# خردگریزی‌گرایی

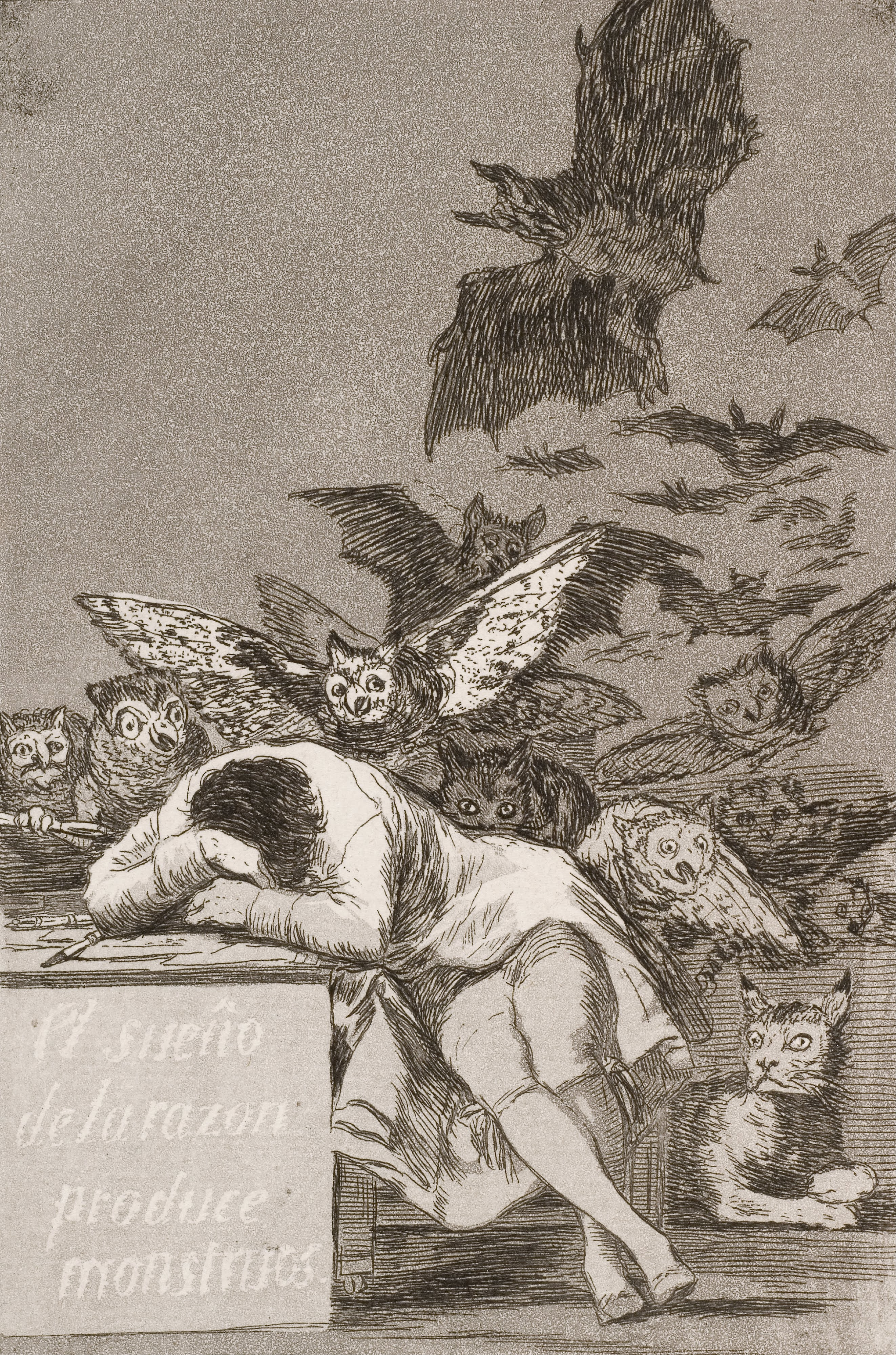
کتاب «خواب عقل، هیولاها را می‌آفریند» اثر فرانسیسکو گویا، به‌عنوان بیانیه‌ای در باب خردگریزی تفسیر می‌شود.

خردگریزی‌گرایی (به انگلیسی: Irrationalism) یک جنبش فلسفی است که در اوایل قرن نوزدهم ظهور کرد، بر بُعد غیرعقلانی زندگی انسان تأکید داشت. خردستیزان همانطور که منطق را رد می‌کنند، استدلال می‌کنند که غریزه و احساسات در تحقیق دانش بر عقل برتری دارند.  این اصطلاح یک عنوان تحقیرآمیز برای انتقادات علیه عقل‌گرایی استفاده شده است.
فلسفه خردگرایی، که به‌عنوان اولین ظهور در نوشته‌های فرانسیس بیکن و رنه دکارت شناخته می‌شود، از زمان آغاز خود با انتقادات زیادی روبه‌رو بوده است. این موارد ممکن است مستلزم این دیدگاه باشد که برخی چیزها فراتر از درک عقلانی هستند، عقلانیت کامل برای زندگی انسان ناکافی یا حتی مضر است، یا این‌که مردم ذاتاً منطقی و مترقی نیستند.

## نمای کلی
اصطلاح خردگریزی‌گرایی به یک جنبش فلسفی مستقل اشاره ندارد، بلکه لحظه‌ای و جزئی از جنبش‌ها و نظام‌های فلسفی مختلف است. خردگریزی‌گرایی در معنای واقعی به جهان‌بینی‌هایی اشاره دارد که با لحظه غیرعقلانی بودن مشخص می‌شوند و همچنین تفکر عقلانی را به نفع عملکردهای شناختی جایگزین و بالاتر، اغلب به نفع نوع خاصی از شهود کنار می‌گذارند. از این نظر این اصطلاح کاربرد خاص‌تری برای برخی مواضع فلسفی پیدا کرده است.
اصل اساسی خردگریزی مخالفت با فلسفه خردگرایی است. از آن‌جایی که اصطلاح خردگریزی‌گرایی به‌عنوان اتهامی تحقیرآمیز برای انتقاد از سایر مواضع غیرمنطقی، غیرعلمی و در نتیجه اشتباه استفاده می‌شود، به‌عنوان یک مقوله علمی بحث‌برانگیز است. در غیر این صورت این اصطلاح به طور نامشخص و مانند معادل آن، خردگرایی در معانی بسیار متفاوتی به‌کار می‌رود.
بسته به حوزه‌ای که رساله‌های مربوط به خردگریزی در آن ارائه می‌شوند، می‌توان بین مواضع معرفت‌شناختی و هستی‌شناختی (گاهی متافیزیکی) خردگریزی تمایز قائل شد. رد عقلانیت به‌عنوان تنها منبع دانش معنادار، تأثیرات گسترده‌ای بر ارزیابی روش‌شناسی علمی دارد. بنابراین مواضع غیرعقلانی اغلب علیه نظریه‌های عقلانی علمی و اجتماعی توسعه و پیشرفت جهت‌گیری می‌شوند. سنت‌های فلسفی نیز بر اساس این مقدمات ارزیابی می‌شوند.

ریشه‌های غیرعقلانی‌گرایی در فلسفه باستان است و عناصر بنیادی آن در مکاتبی مانند شک‌گرایی، سوفسطایی‌گری و فلسفه نوافلاطونی وجود دارد.